# Minenkrieg
Der Minenkrieg war eine Kampftaktik zur Belagerung von Festungen oder ausgedehnten, befestigten Feldstellungen. Hierbei wurden vom Angreifer anfangs nur unterirdische Stollen bis unter die Befestigungsanlagen des Gegners getrieben – sie wurden unterminiert. Nach Fertigstellung wurden die abstützenden Holzbalken entweder in Brand gesetzt oder an Seilen herausgezogen. Dadurch brachen die Stollen ein und die darüber liegenden Mauern und Gebäude stürzten in sich zusammen oder wurden beschädigt.
Nach dem Erscheinen von Schwarzpulver wurden zusätzlich große Sprengstoffmengen unter den gegnerischen Stellungen zur Explosion gebracht – die eingesetzten Mengen beliefen sich zum Teil auf 100 Tonnen und richteten enorme Verwüstungen an. Das Planen und Anlegen solcher Minen wurde früher gelegentlich als Minierkunst bezeichnet.
Der Begriff Mine bezeichnete später allgemein militärische Sprengvorrichtungen, die anders als Bomben oder Granaten ihre Wirkung von einem festen Platz aus entfalteten.

## Technik

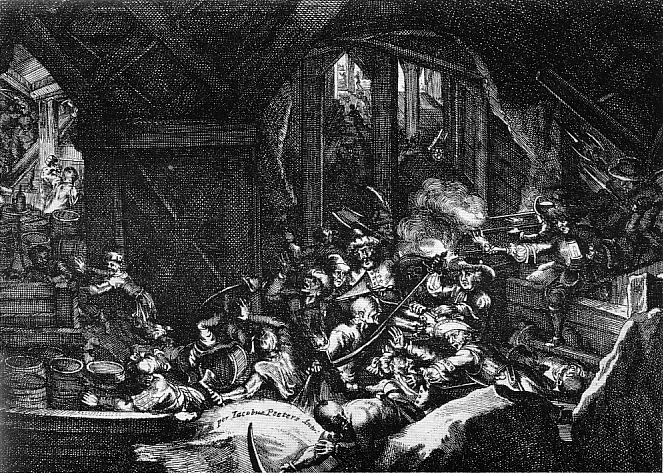
Kupferstich von Jacobus Peeters zum Minenkrieg während der Zweiten Wiener Türkenbelagerung

In früheren Kriegen wurde der Minenkrieg vor allem angewendet, um für einen geplanten Sturmangriff eine Bresche in die Festungsmauern zu schlagen. Im Rahmen der Angriffsvorbereitung auf eine Festung begannen die Soldaten mit dem Ausheben von gedeckten Wegen, das waren bis zu zehn Meter breite und zwei Meter tiefe Gräben. Unter „gedeckt“ wurde Sichtschutz gegen die Stadtverteidiger verstanden. Diese Gräben waren meist im Zickzack angelegt, so war der Schutz besser. Je näher die Gräben den äußeren Verteidigungsanlagen der Stadt kamen, desto mehr führte der gedeckte Weg nach unten. Es begann der Sappenvortrieb (Lauf- oder Annäherungsgraben). Hierfür wurden Sappeure beziehungsweise Mineure eingesetzt; in vielen Fällen zwangsrekrutierte Bergleute, deren Wissen bezüglich des Stollenbaus genutzt wurde. Die äußeren Anlagen wurden so weit wie möglich untergraben. Im Nahbereich der Kurtine (Hauptwall) begannen die Minierarbeiten. Das heißt, es wurde gesprengt.
Ziel der Aktion war der Einsturz der Wälle. Gleichzeitig lief der Artillerie-Angriff auf die gleichen Punkte. Der Artillerieangriff sorgte für eine Breschierung der genannten Anlagen. Von unten kamen die explodierenden Minen hinzu, der Wall stürzte ein. Jetzt hatte die Infanterie die Möglichkeit, in die Stadt zu gelangen.

### Aufklärung
Aufgeklärt wurden Minen durch Wasserfässer oder umgedrehte leere Fässer, auf deren Boden rohe hartgetrocknete Erbsen gestreut waren. Wenn die Erbsen vibrierten oder das Wasser leichte Wellen schlug, wurde in unmittelbarer Nähe gegraben.

### Gegenmittel

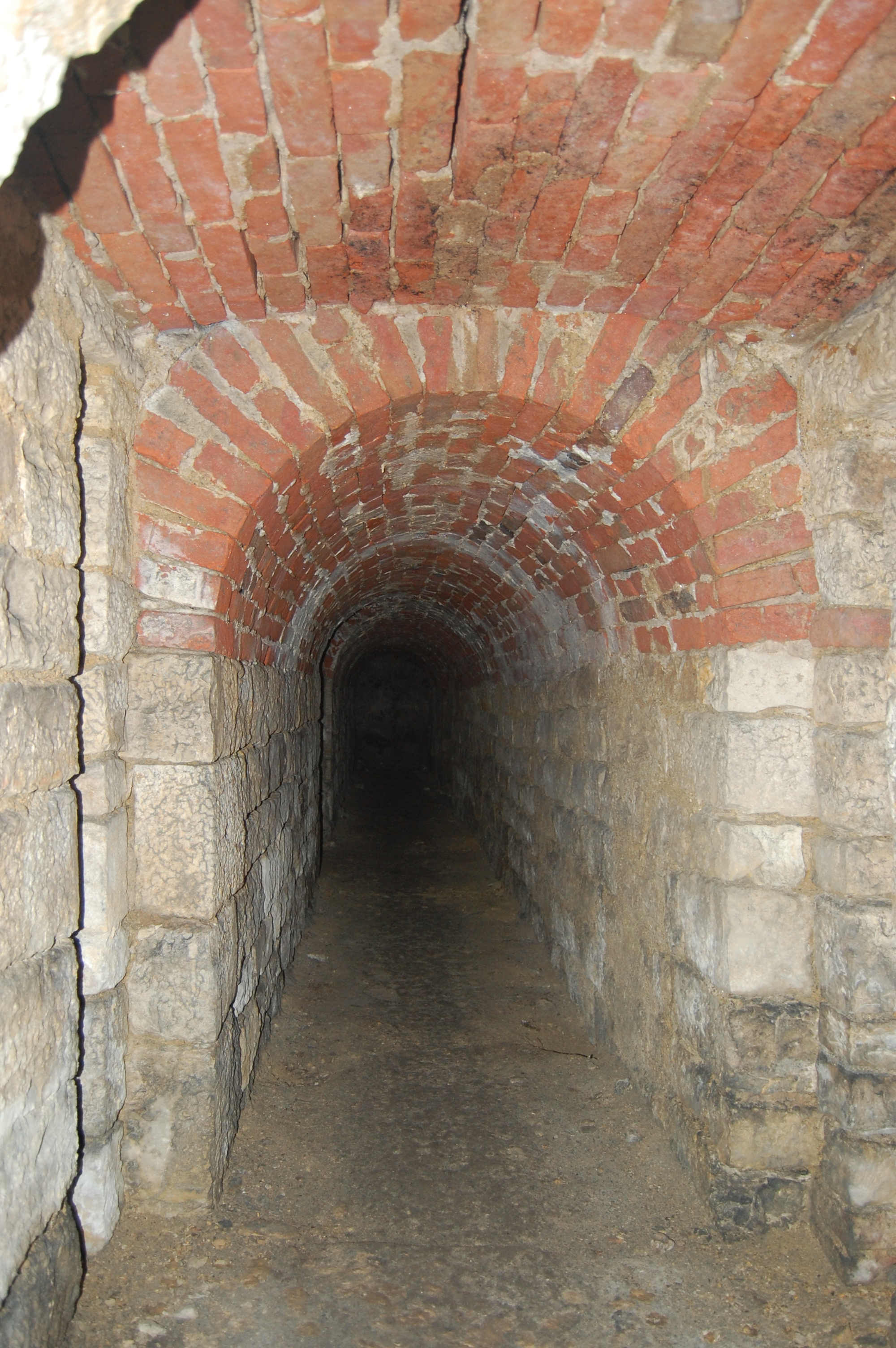
Gegenminenstollen im Bereich der Bundesfestung Ulm

Die Mauern mussten außerordentlich tief fundamentiert (am besten bis unter den Grundwasserspiegel) und die Steine der Mauern bogenförmig verlegt werden, so dass beim Wegbrechen eines Teiles der Fundamente nicht gleich alles zusammenbrach. Man kann diese Form der Mauerung auch heute auf der Festung Ehrenbreitstein beobachten.
In dem Gebiet, in dem Minen zu erwarten waren, wurden genagelte Bretter vergraben. Wenn die Mineure auf diese Bretter stießen, wurden sie am Weiterkommen gehindert, weil sie diese Bretter erst aus der Erde herausgraben mussten, bevor sie weitergraben konnten. Dazu kam, dass die Vibrationen der (aus der Erde herausstehenden) Bretter leicht zu sehen waren, der hohle Klang der Schaufeln auf die Bretter in der Nähe leichter zu hören und aufzuklären war und weitere Gegenmaßnahmen leichter getroffen werden konnten.
Eine andere Gegentaktik waren die Kontraminen (Gegenminen). Die Belagerten gruben Minengänge den Mineuren der Belagerer entgegen. In späteren Festungen wurden Minengalerien, mit ihren bis etwa 100 m vor den Festungsmauern reichenden unterirdischen Stollen, als fester Bestandteil der Verteidigung eingebunden.
Sobald ein Horchposten die Grabung des Angreifers bemerkte, konnten Gegenmittel eingesetzt werden:
- Wasser in die gegnerischen Minen einzuleiten, um das gegnerische Schwarzpulver unbrauchbar zu machen und die Gegner, wenn möglich, zu ertränken, oder aber zumindest das Weitergraben des Stollens unmöglich zu machen.
- Bomben in diese hinabzurollen, wenn sie auf Gegner gestoßen waren. Dadurch brachte man die vom Gegner verwendeten Pulverfässer vorzeitig zur Explosion, die Explosionswirkung schlug nach hinten aus und ruinierte den Gegner und seine Stellungen.
- durch Gegensprengungen Minenteile und deren Besatzung zu verschütten, erdrücken oder zu ersticken.
- die Sprengkraft durch die Gegenminen abzuleiten und die eigene Festung vor dem Explosionsdruck weitgehend zu schützen.
- fertige Sprengkammern vor ihrer Sprengung auszuräumen und unschädlich zu machen.
- auf den Gegner zu stoßen und diesen im Nahkampf zu töten.
- Horchstollen anzulegen, um das neue Verlegen einer Mine frühzeitig zu erkennen, mittels mehrerer Messungen an mehreren Orten genauer bestimmen zu können und diesen Horchstollen für zukünftige Gegenminen zu verwenden.[1]
- Grabungstätigkeiten an anderer Stelle zu tarnen und die Gegenminen auf die falsche Richtung zu leiten.

## Frühe Minenkriege

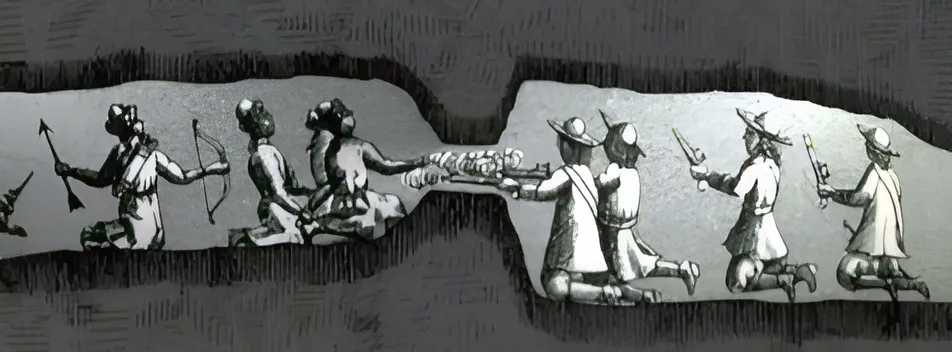
Krieg unter der Erde, Belagerung von Candia

Die ersten überlieferten Minengräben stammen von den Römern, die Fidenae 664 v. Chr. und Veji 393 v. Chr. eroberten. Auch der jüdische Historiker Josephus berichtet von Minengräben, die den Belagerern der Stadt Jerusalem um 39 v. Chr. heftige Probleme bereiteten. Der erste, aber misslungene Versuch, eine mit Pulver geladene Mine zu sprengen, erfolgte im Jahre 1487 durch einen genuesischen Ingenieur vor Sorezanella. Dagegen wurde bei der Belagerung des Schlosses dell' Uovo bei Neapel ein Teil des Felsens, auf dem das Schloss stand, auf diese Weise in die Luft gesprengt.
In der Belagerung von Candia (1648–1669) erreichte der Minenkrieg ein Ausmaß, welches es in der Geschichte bis zu diesem Zeitpunkt noch nicht gegeben hatte und in dieser Größenordnung bis zum Ersten Weltkrieg einzigartig blieb.
Weitere bekannte Beispiele waren die erste und zweite Türkenbelagerung von Wien in den Jahren 1529 und 1683. Der sich dann entwickelnde äußerst grausame Kampf fand auf engstem Raum mit Hieb- und Stichwaffen statt, um die eigenen Pulvervorräte nicht vorzeitig zur Explosion zu bringen. Die Türken waren unter Selim die ersten, die eine eigene Truppe zur Minierung abstellten.
Im Pfälzischen Erbfolgekrieg (1688–1689) wurde die Belagerung der Festungen teilweise als Minenkrieg geführt.
Der Militäringenieur Sébastien Le Prestre de Vauban (1633–1707) scheint als erster über die Bestimmung der zweckmäßigen Stärke der Minenladungen gründliche Untersuchungen angestellt zu haben.
Auch im Amerikanischen Sezessionskrieg (1861–1865) wurde diese Art der Kriegsführung verwendet, so z. B. in der Kraterschlacht.

## Minenkrieg im Ersten Weltkrieg

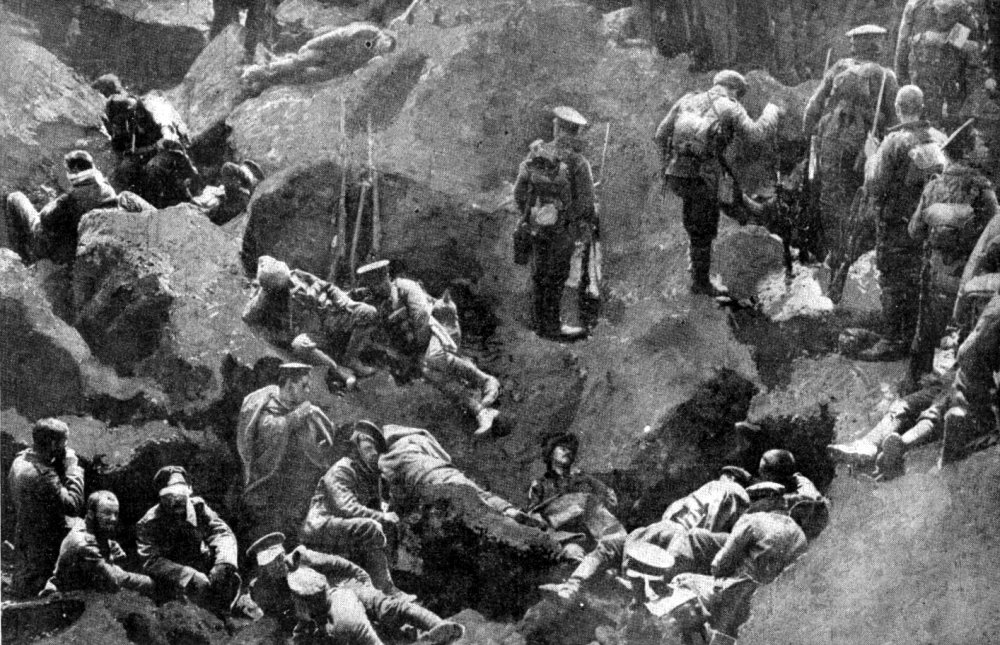
Ein durch eine Mine zerstörter deutscher Graben, der von den Briten eingenommen wurde

Die Taktik des Minenkrieges wurde zuletzt während des Ersten Weltkrieges vor allem an der Westfront und Alpenfront angewendet.
An der Alpenfront wurden ganze Berggipfel (mitsamt der jeweiligen Besatzung) weggesprengt. Die bekanntesten Beispiele für diese Kriegsform sind die Kämpfe zwischen italienischen und österreichisch-ungarischen Truppen um das Pasubio-Massiv (größte einzelne Minensprengung des Ersten Weltkriegs) und um den Col di Lana.
Die verschiedenen Arten des Minenkrieges können heute noch am Kleinen Lagazuoi besichtigt werden. Dort wurden kilometerlange Gänge gegraben und teilweise gesprengt.
Einen gefährlichen Fund machten österreichisch-ungarische Mineure im Jahre 1917 an der Isonzofront: Sie fanden beim Tunnelbau eine komplett zündbereite Mine der Italiener. Sie entschärften sie, räumten die Minenkammer leer und verwendeten den erbeuteten Sprengstoff später selber.

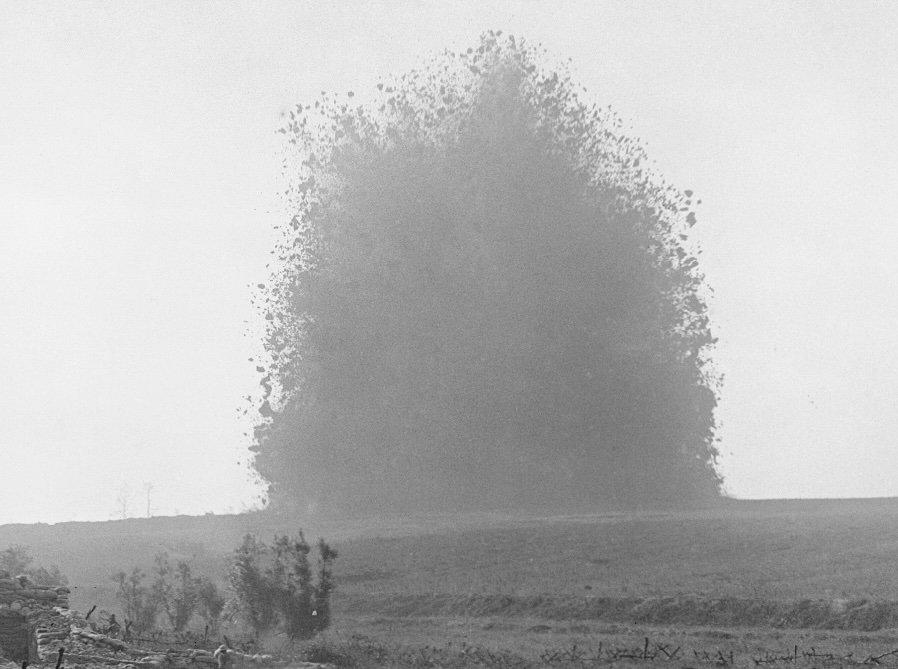
Explosion der Hawthorn Ridge-Mine zum Auftakt der Somme-Schlacht

An der Westfront wurden z. T. ganze Dörfer (zum Beispiel Vauquois in den Argonnen) zerstört. Die Somme-Schlacht begann am 1. Juli 1916 mit der Explosion von 19 Minen, die man unter deutschen Stellungen platziert hatte. Der Knall war selbst in London noch zu hören; Erde und Trümmer wurden bis zu 1200 Meter in die Luft geschleudert. Zwei dieser Minen wurden besonders bekannt: die Explosion der Hawthorn Ridge-Mine wurde vom britischen Kameramann Geoffrey Malins gefilmt und war in dem Propagandafilm The Battle of the Somme zu sehen; die Explosion der Lochnagar-Mine (26,8 Tonnen Ammonal-Sprengstoff) verursachte den Lochnagar-Krater; er hat einen Durchmesser von 91 m und ist bis zu 21 m tief.
Als Auftakt zur Schlacht bei Messines (7. Juni 1917) wurden weitere 19 Minen mit durchschnittlich 21 t Ammonal-Sprengstoff gezündet. Dies soll bis zu 10.000 deutsche Soldaten auf einen Schlag getötet haben.
Mitunter kam es vor, dass man auf beiden Seiten gleichzeitig versuchte, die gegnerischen Schützengräben zu unterminieren. Bemerkten die grabenden Pioniere, dass der Gegner dasselbe vorhatte, versuchte man, ihn mit unterirdischen Sprengungen einzuschließen oder zu töten.

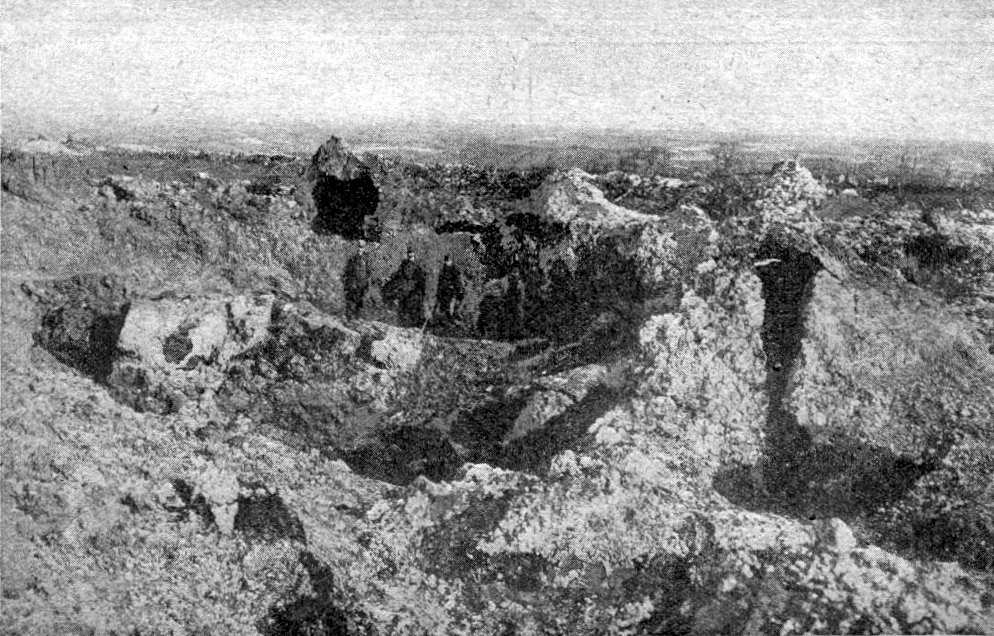
Französische Offiziere untersuchen einen durch eine Mine gesprengten Graben

Einige der gelegten Minen wurden aufgrund des geänderten Frontverlaufes absichtlich nicht gezündet und stellen auch heute noch eine Gefahr dar. Südlich von Messines, nahe der französischen Grenze, löste am 17. Juni 1955 ein Blitzschlag die Explosion einer dieser Minen aus. Es entstand ein Krater von 40 m Durchmesser und 20 m Tiefe. Da diese Mine unter einem Feld lag, starb nur eine Kuh. Man geht davon aus, dass noch drei weitere Minen in unmittelbarer Nähe des Kraters liegen, eine davon direkt unter einem Bauernhof.
Nach dem britischen Mineneinsatz in zuvor ungekanntem Maßstab in der Schlacht von Messines 1917 kam es an der Westfront allerdings zum praktisch völligen Erliegen des Minenkrieges, das sich auf deutscher und französischer Seite schon einige Zeit vorher abgezeichnet hatte. Hauptgründe waren taktische Neuerungen (Tiefenverteidigung auf deutscher Seite, veränderte Angriffstaktik bei den Alliierten, schrittweise Rückkehr zum Bewegungskrieg im Kriegsjahr 1918), die den Minenkrieg just in dem Moment obsolet werden ließen, in dem er seinen historischen Höhepunkt erreicht hatte.

## Dokumentationen
Über den Minenkrieg im Ersten Weltkrieg wurde 2013 eine fünfteilige britische Dokuserie produziert (deutscher Titel: Der Erste Weltkrieg unter Tage). Die Erstausstrahlung in Deutschland fand 2014 statt. Die Themen der Einzelfolgen sind:
1. Die Tunnel von Flandern
2. Die Schlacht an der Somme
3. Der Kampf um Vauquois
4. Die Schlacht in den Alpen (1)
5. Die Schlacht in den Alpen (2)